# Arquidàmia (dama)
Arquidàmia (Archidameia, Arkhidámeia Ἀρχιδάμεια) fou una dama espartana que es va distingir pel seu gran esperit quan la ciutat d'Esparta estava a punt de ser conquerida per Pirros de l'Epir el 272 aC i es va oposar al projecte del govern espartà d'enviar les dones a Creta.
Alguns escriptors la fan dona del desconegut rei Cleades (que probablement seria Cleòmenes III)